# Berufsverband niedergelassener Pränatalmediziner
Der Berufsverband niedergelassener Pränatalmediziner (BVNP) ist ein eingetragener Verein, der sich mit den Belangen der in einer Schwerpunktpraxis tätigen niedergelassenen Pränatalmediziner in Deutschland zum Ziel gesetzt hat. Sitz des Vereins ist Hürth. Er ist im Vereinsregister des Amtsgerichtes Brühl eingetragen.

## Zweck
Zweck des Berufsverbandes ist die Förderung der Grundlagen für eine angemessene pränatalmedizinische Versorgung der Bevölkerung, die Unterstützung der Zusammenarbeit der Pränatalmediziner, die Beratung der Mitglieder in beruflichen Fragen, die Förderung der pränatalmedizinischen Weiterbildung, die Mitgestaltung von Fort- und Weiterbildung der Pränatalmediziner sowie der Qualitätssicherung in der Pränatalmedizin, die Wahrung und Vertretung der beruflichen Interessen der Pränatalmediziner in Übereinstimmung mit der ärztlichen Berufsordnung, sowohl in der Öffentlichkeit als auch gegenüber ärztlichen und nichtärztlichen Einrichtungen sowie staatlichen Institutionen, die Förderung der Zusammenarbeit mit anderen Berufsverbänden sowohl national als auch international.
Damit vertritt der Verband die Interessen seiner Mitglieder bei Behörden, ärztlichen und sonstigen Organisationen, insbesondere bei Ärztekammern und Kassenärztlichen Vereinigungen. Der Verband nimmt die Interessen der Pränatalmediziner in der Öffentlichkeit wahr.

## Struktur
Ordentliches Mitglied kann jeder in einer Schwerpunktpraxis tätige niedergelassene Pränatalmediziner werden. Unter einer Schwerpunktpraxis wird verstanden, dass in der Regel ca. 300 oder mehr pränatalmedizinische Untersuchungen auf Zuweisung pro Quartal erfolgen. Jedes ordentliche Mitglied muss Facharzt für Frauenheilkunde und Geburtshilfe sein, und die Zulassung der Stufe II/III der Deutschen Gesellschaft für Ultraschall in der Medizin (DEGUM) besitzen. Außerordentliche Mitglieder können jene Personen werden, die in Kliniken oder Instituten schwerpunktmäßig pränatalmedizinisch tätig sind.
Vorstand:
| Funktion          | Name                 | Ort       |
| ----------------- | -------------------- | --------- |
| Präsidentin       | Nilgün Dutar         | Wuppertal |
| 1. Stellvertreter | Robin Schwerdtfeger  | Hannover  |
| 2. Stellvertreter | Thomas von Ostrowski | Dorsten   |
| Schriftführer     | Bernd Berschick      | Willich   |
| Schatzmeister     | Jens-Peter Frenz     | Bremen    |

Leitung Geschäftsstelle: Andrea Debrus, Hürth
Organe des Berufsverbandes sind die satzungsgemäß mindestens jährlich stattfindende Mitgliederversammlung und der Vorstand.

## Entstehung – Geschichte
Der Verband wurde 2005 auf Initiative schwerpunktmäßig tätiger Pränatalmediziner gegründet. Motivation für die Konstitution war der Umstand, dass gemäß den Regularien der ambulanten Versorgung im deutschen Gesundheitssystem in Deutschland eine relativ kleine Anzahl von Schwerpunktpraxen einen Großteil der durchzuführenden pränatalmedizinischen Untersuchungen leistet. Aufgrund der hohen Spezialisierung und dem besonderen Arbeitsprofil dieser Tätigkeit entstehen Erfordernisse, die in der allgemeinen Gynäkologie und Geburtshilfe nicht auftreten und deren inhaltliche Vertretung deshalb von einem allgemeinen Berufsverband nicht erwartet werden kann. Hierbei geht es um die Beratung der Mitglieder in beruflichen Fragen, weiterhin um die Wahrung und Vertretung der beruflichen Interessen der Pränatalmediziner, sowohl in der Öffentlichkeit als auch gegenüber ärztlichen und nichtärztlichen Einrichtungen sowie staatlichen Institutionen. Der Verband versteht sich insoweit dabei als Ergänzung zu den etablierten ärztlichen Verbänden (BVF, DEGUM etc.), die in ihrer jeweiligen Ausrichtung entweder fachberuflich allgemein oder hauptsächlich wissenschaftlich orientiert sind.